# Agulok
Az agulok (önelnevezésük агулар / agular) Oroszország déli részén, Dagesztánban, az Észak-Kaukázus keleti láncolataiban élő népcsoport. Számuk mintegy 35 ezerre tehető (2010). Az 1920-as évekig a lezgek egyik csoportjaként tartották őket számon. Hagyományosan kecske- és juhtartással foglalkoznak, s egyes magashegységi csoportjaik napjainkban is elszigeteltségben élnek, patriarchális társadalmuk törvényei szerint. Az iszlám vallású agulok kulturális és gazdasági központja Tpig, de közös etnikai tudatról esetükben kevésbé beszélhetünk: az agul nemzetségek évszázadokon keresztül egymástól is elkülönülten éltek. A 20. század közepén megfigyelhető volt nagyarányú asszimilációjuk a többségi lezg etnikumba, de az 1980-as évektől számuk ismét növekszik.

## Nyelvük
Az agul nyelv a kaukázusi nyelvek nah-dagesztáni, annak is a dagesztáni ágához tartozik. Tekintettel beszélőinek évszázados elszigeteltségére, az agul nyelv öt, egymástól markánsan eltérő dialektusra tagolható: tpigi, kerei, kosani, burkihani, fitini.

## Történetük
Az első, az agulokat megörökítő feljegyzések 7. századi örmény forrásokból ismertek. Évszázadokon keresztül azonban a lezgeken kívül nem kerültek közvetlen kapcsolatba egyetlen néppel sem: az agulok sajtját és faáruit a lezgek értékesítették a vidék piacain. Az agulok elszigeteltsége segítette fennmaradásukat: maroknyi népük fennmaradt a 7. századi arab, a 13. századi mongol betörések, és az Oszmán Birodalom 15. századi terjeszkedése ellenére is. A 17. századtól azonban az agulok lak és tabaszaran földesurak fennhatósága alá kerültek, de patriarchális társadalmukat továbbra is a vének tanácsa (begaul) és a falugyűlés (dzsamat) irányította. A korábban részben animista, részben judaista és keresztény agulok a 19. században vették fel az iszlám vallás szunnita ágát. Noha a 20. század nagy arányú iparosítást hozott a dagesztáni vidékekre, az agulok továbbra is megőrizték elszigeteltségüket, s a kezdeti, a városok felé tartó agul migráció megszűnt.

## Az agulok számának alakulása
Az agulok száma az utolsó két orosz népszámlálás között növekvő tendenciát mutat. Dagesztánban 2002-ben 23 314, 2010-ben pedig 28 054 agult írtak össze. Az agulok száma a 2010-es oroszországi népszámlálás szerint a következőképpen alakult körzetenként:
| Régió                    | Az agulok száma |
| ------------------------ | --------------- |
| Dagesztán                | 28 054          |
| Sztavropoli határterület | 1 715           |
| Szaratovi terület        | 477             |
| Krasznodari határterület | 391             |